# Pedro Fournau
Pedro Ernesto Fournau (ur. 7 lipca 1977 w Coronel Dorrego) – argentyński duchowny katolicki, biskup pomocniczy Bahía Blanca od 2024.

## Życiorys
Święcenia kapłańskie przyjął 7 września 2012 i został inkardynowany do archidiecezji Bahía Blanca. Pracował głównie jako duszpasterz parafialny. W 2020 został wychowawcą w seminarium archidiecezji Mercedes-Luján. Był także delegatem diecezjalnym dla grupy odpowiedzialnej za Drogę Synodalną.
12 września 2024 papież Franciszek mianował go biskupem pomocniczym archidiecezji Bahía Blanca oraz biskupem tytularnym Bararus. Sakry udzielił mu 6 grudnia 2024 arcybiskup Carlos Azpíroz Costa.